# 鳳山縣舊城西門
鳳山縣舊城西門，俗稱奠海門，是一座曾位於臺灣高雄市左營區原西自助新村的城門，昔日為鳳山縣舊城通往萬丹港（今左營港）的主要要道，該建築雖已拆除，然而其基座及相關結構（西門段城垣殘蹟、震洋神社）等第二次世界大戰遺構仍存，因見證高雄市的發展歷史，至今已列為中華民國國定古蹟。

## 沿革
鳳山縣舊城原先是清代鳳山縣的縣治所在地，該城於康熙六十一年（1722年）首次建立，並以「左倚龜山，右聯蛇山」，整座城池大約呈東北－西南走向，根據《重修鳳山縣志》記載，城周八百一十丈，城高一丈三尺；護城河寬一丈，深八尺。1824年，由於楊良斌之亂再起，知府方傳穟乘機倡議官民捐資，集資十四餘萬銀元，知縣杜紹祁為督建，並以硓𥑮石及三合土為主興建著新的興隆莊城池，全城池於道光五年七月十五日（1825年8月28日）興工，繼彰化縣城之後的臺灣第二座的磚石城，西門也於此時所建立。
根據文獻記載，石城時期的規模，城周一千兩百二十四丈（約四公里），另有八百六十四丈之說。由於高雄地區的打鼓山和龜山都是珊瑚礁岩地形，中國傳統風水學認為城內的風水需要得到保護，所以城牆所使用的咾咕石材料均來自打鼓山，而非直接取自龜山。由於豐富的咾咕石材料供應，興建舊城城門時不用擔心材料不足的問題，城門的斗拱則是由來自中國大陸的花崗石條砌成。並在城牆的適當位置處建有四座礟臺，高一丈三尺。
日治初期，鳳山縣舊城已然呈現廢棄中狀態，城牆亦已不具防禦功能，因應高雄市第二次擴張計劃之高楠公路開闢計劃，為開設由高雄市區（鼓山）經內惟通過左營到楠梓的交通要道，打通與橋仔頭至哈瑪星間的聯繫，高楠公路直接穿越左營舊聚落外，因而開始進行對於南門城樓兩側城牆截斷的拆除工程，南門至西門之間的城牆則在此時進行大規模的拆除。

儘管在1933年，鳳山縣舊城依《史蹟名勝天然紀念物保存法》，列入「國指定史蹟」，並列入高雄州指定史蹟。不過根據調查會委員尾崎秀真的調查報告，舊城東、南、北三門的大致原形仍然存在，但西邊城牆已經全部損毀。而同年12月5日的《臺灣日日新報》報導稱，東、南、北三門的大致原形仍然存在，西門已經拆除，城牆只剩下東南一帶。因此推測西門毀於1928年至1933年之間。隨著第二次世界大战，南進政策的推展，1938年日軍將左營港（原名「萬丹仔港」）建為軍港，且在後勁設日本海軍第六燃料廠。為了保護左營軍港，將舊城一帶劃分軍事管制區，強致民眾遷出。並再次拆除了西南段城牆，在此期間，大量軍事建設在該區域內展開，包括興建營房、倉庫、海軍官舍、高雄海軍病院、修理工廠和排水設施等。使得西門段城垣殘蹟遭到大規模重新整頓和規劃。
1944年，仍留存的西門段城垣殘蹟附近設立高雄左營基地的第20、第21、第31震洋隊，因而成為臺灣地區最大的海軍震洋隊基地。為了給震洋特攻隊的隊員們精神上有所寄託，亦在城牆上建有震洋神社。
二次大戰結束後的戰後初期，延續著日本的軍區規劃，舊城內土地也被劃入中華民國國軍方的國有土地。中華民國海軍在民國36年（1947年）將左營設為第三軍區，國民政府海軍便派遣部隊接收左營港，海軍總司令部也被設立在此地。然而，1949年國共內戰期間，超過120萬軍隊家屬撤離至台灣，為了安置這些大量軍眷，國防部採用利用日軍遺留的眷舍、自行興建眷舍以及由婦女聯合會籌建的眷舍。開始對原有軍事管制區進行眷村興建，1955年底，國防部統籌興建了「第一期國軍眷舍」，其中左營地區建在建業新村南側空地，此時，西門地基與部分城牆結構則被新建眷舍所覆蓋。
由於眷舍的建造使得西門遺跡無法進行考證，1996年通過「國軍老舊眷村改建條例」，開始左營眷村的拆遷後，針對尋找西門遺址的計畫才重新顯露出來。2004年8月到9月期間，高雄市立歷史博物館及高雄市舊城文化協會的努力下，藉由比對日治時期所測繪的地籍圖，考證出西門遺址位置在必勝路的自助新村376號全部及378號部份房舍:175。之後歷史博物館在同年（2004年）10月12日舉行了「發現西門──為鳳山縣舊城西門定址」特展:179。高雄市政府則在該年12月20日舉行「左營舊城西門定址揭碑」慶祝活動，並由當時的市長謝長廷裝扮成知縣騎馬繞舊城一圈，紀念碑體由海青工商陳信朗老師設計，碑文由郭吉清撰寫:185。
2013年中，軍方開始拆除當地眷舍，並因而發現由西自助新村許多眷舍利用，將其作為自宅的一部分加以增改建的西門段城垣殘蹟及砲台。2014年初在眷舍清除後，已可看到城牆矗立的風貌。隨後根據舊城內牆、外牆與馬道基座與北門、東門段城牆構法吻合，因而確定該結構是屬1826年完工的石牆。以硓石建造的城牆約90公分寬，內外城牆的距離約2公尺80公分。同年3月14日，西門城門基座在自助新村拆除工程中被發現，西門的確切位置至此完全確定。
2016年，高雄市政府經公告將西門段城垣殘蹟、西門城門基座增列為國定古蹟之一部分。同年在文化部再造歷史現場計畫補助下，高雄市政府啟動左營舊城見城計畫，透過修復串接國定古蹟城牆，規劃東、南、西、北門及城內五大子計畫，成為全臺灣最大規模的國定古蹟修護計畫。並預定規劃將對西門遺址一帶進行改良工程。
2023年，西門遺址公園對外開放參觀，公園則展示西門遺址、西門城牆與防空洞。

## 建築形式
現階段，西門段城垣殘蹟已開闢成公園開放民眾參觀，其遺址公園全區所展示物件包括西門段城垣殘蹟、西門砲台、震洋神社海軍震洋特攻隊訓練基地遺址、防空壕等歷史建築，西門基座遺跡部分則特例由一座鋼木混造的棚架進行考古保護。部分西門結構則由高雄市立歷史博物館典藏。

### 西門主體

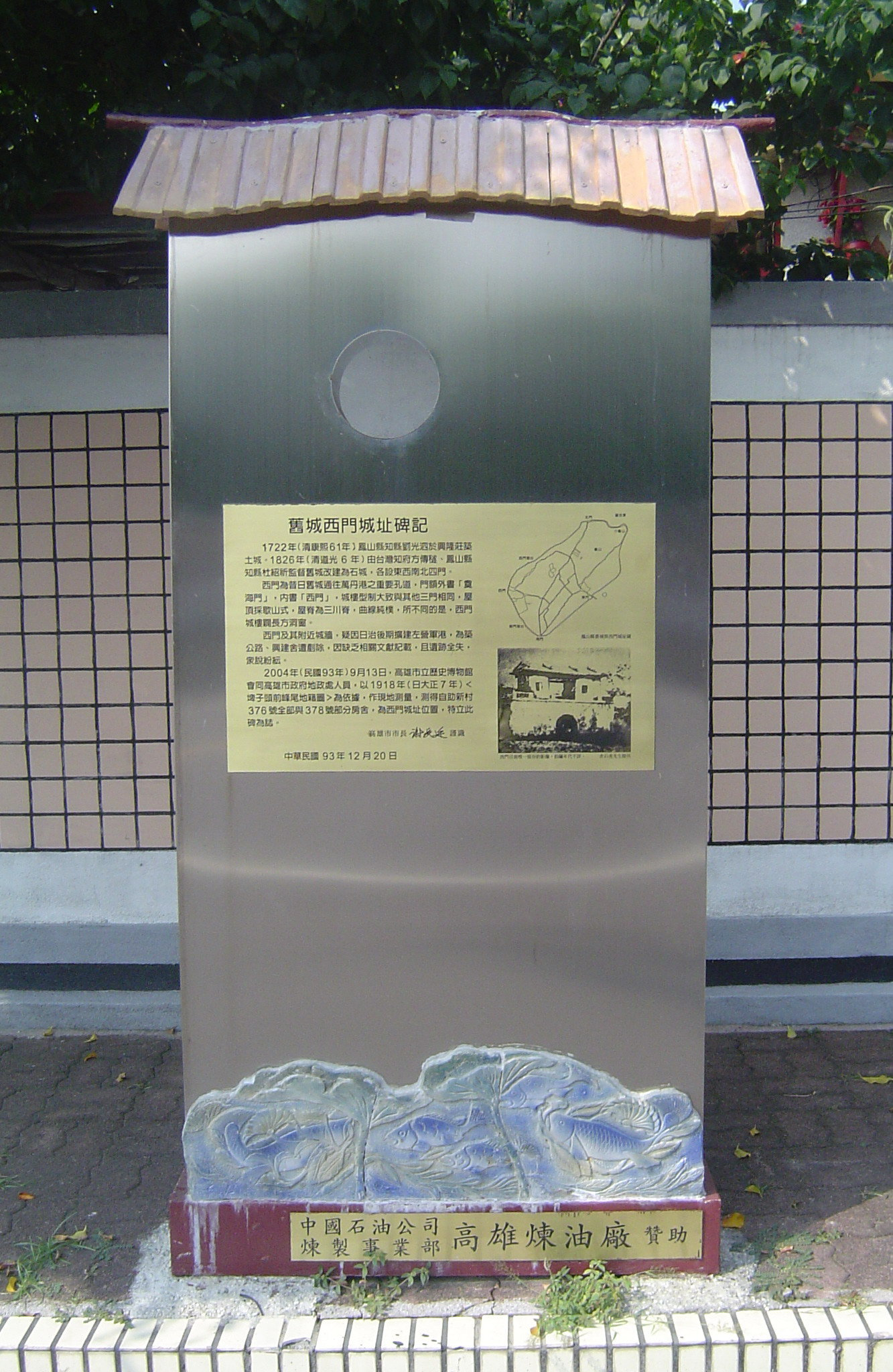
西門遺址碑
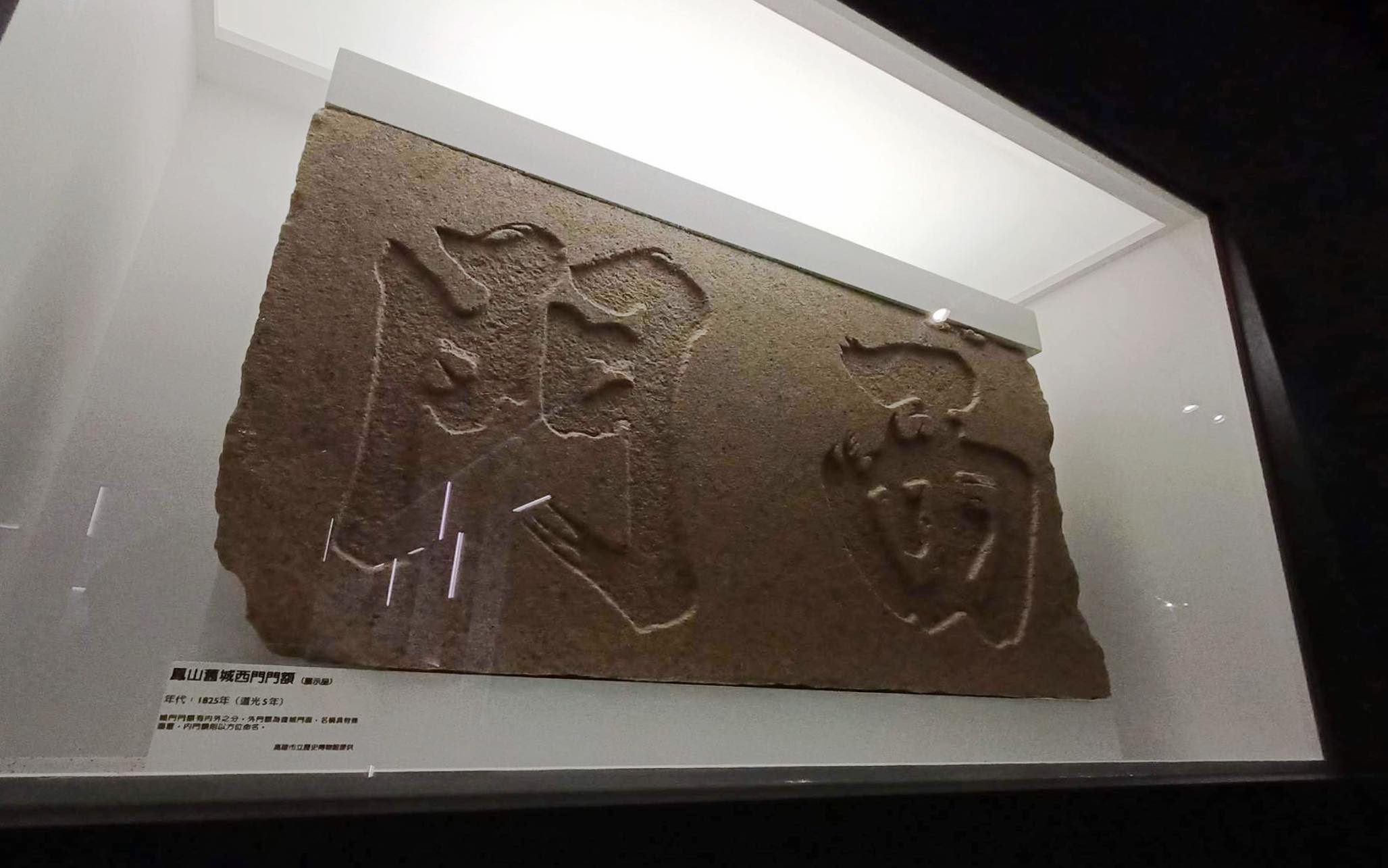
西門門額
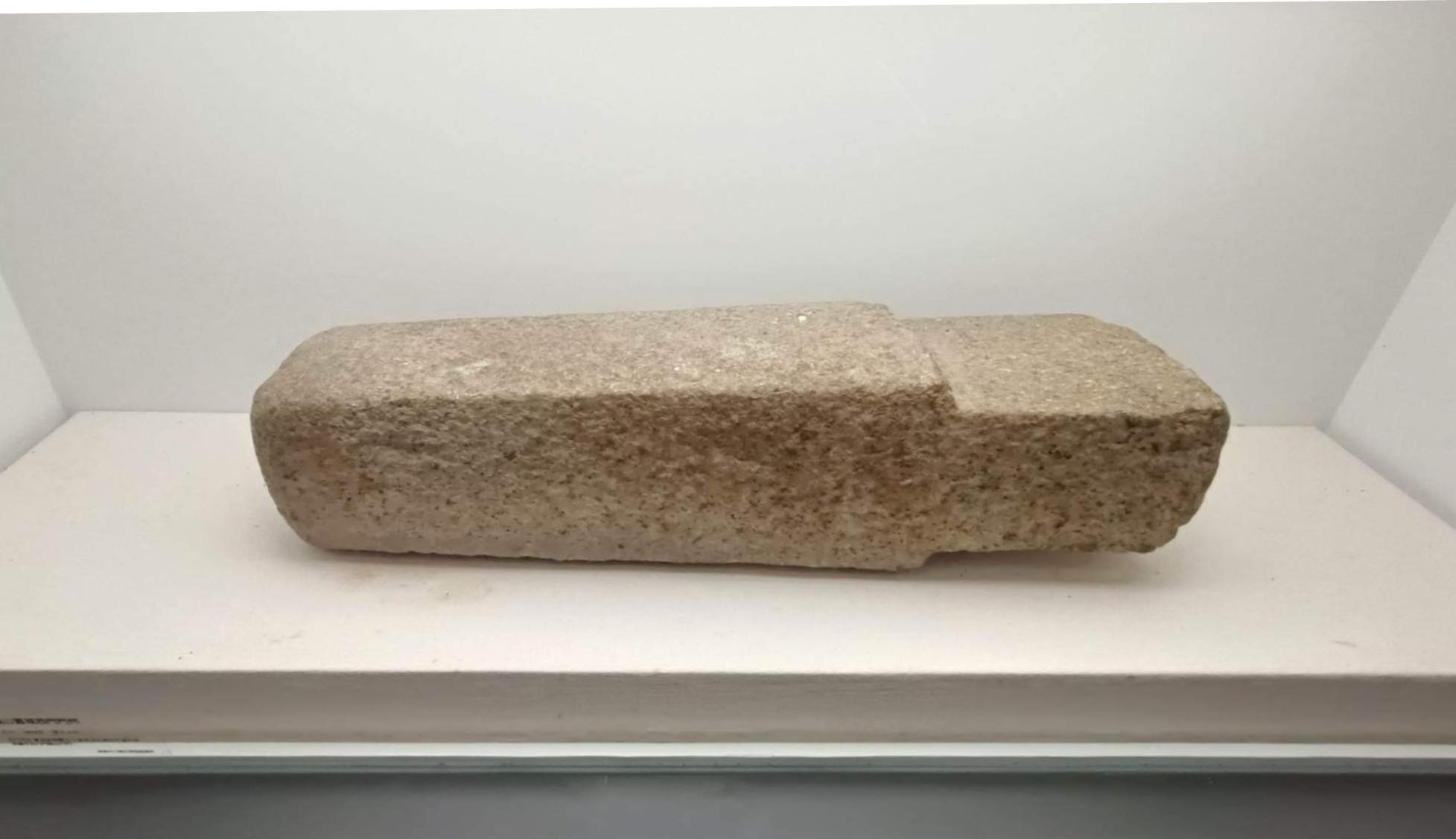
西門門閂
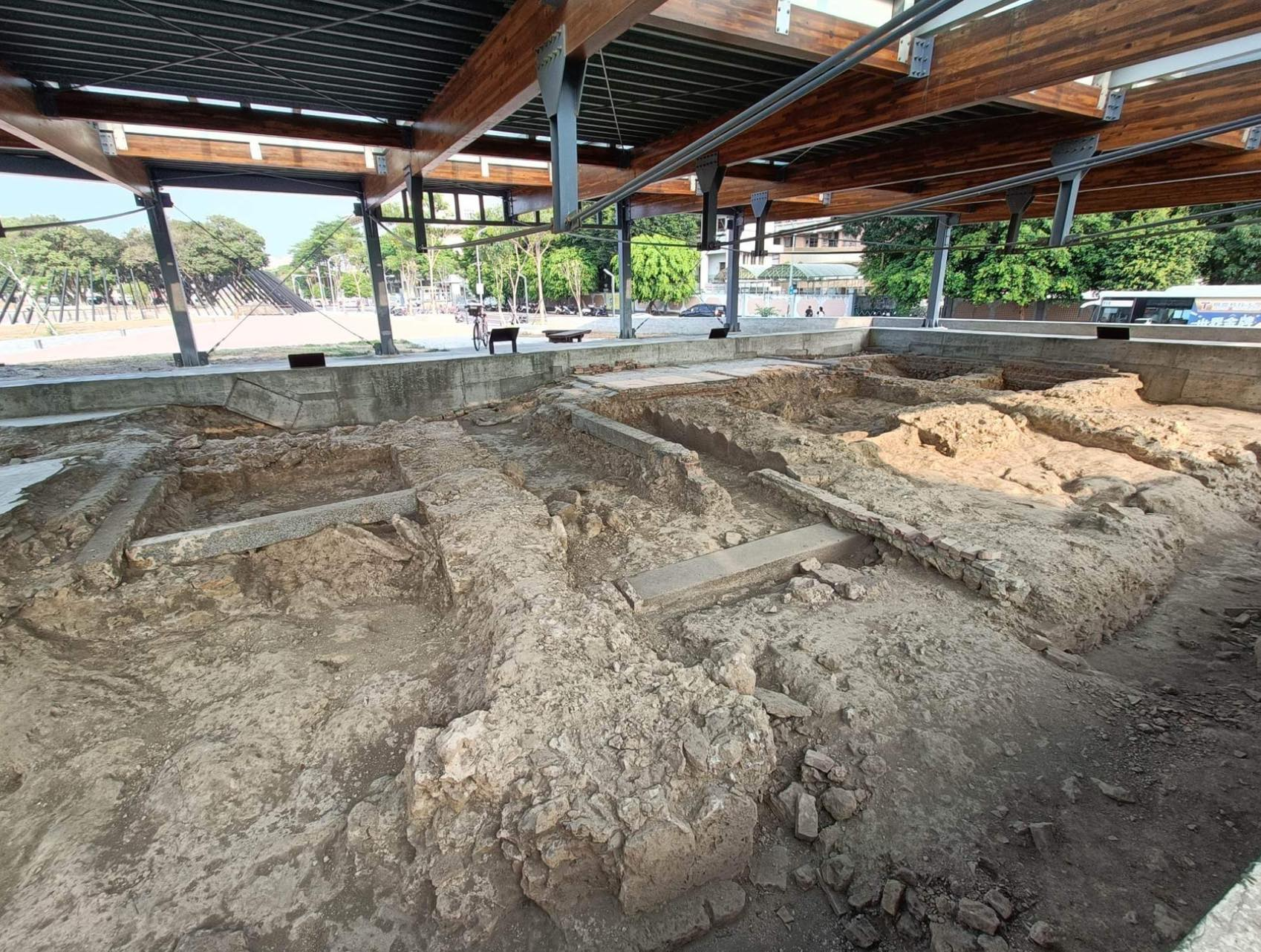
西門遺址
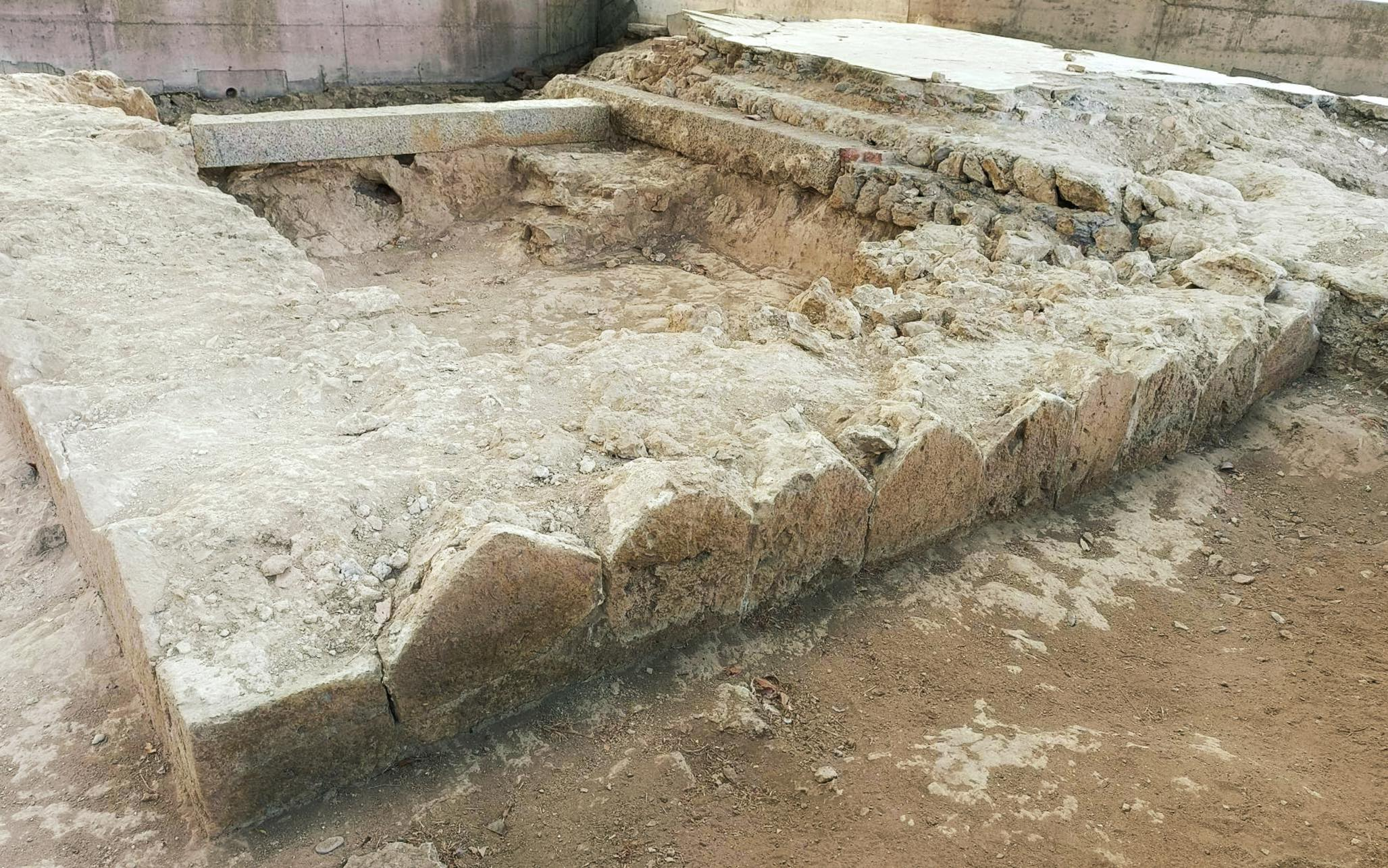
西門地基的六角形結構

作為鳳山縣城的主要城門之一，西門建造於清道光五年（西元1825年），根據文獻及考據推斷，該結構外緣設有女兒牆，城垣上原有九座垛口，是用磚砌成的凹凸狀短牆，而在轉角處成曲尺形，垛口中間則有箭孔，供城上士兵用來對城外進行瞭望和射擊敵人，是當時城防工事的重要結構之一。
西門的斗拱、門軸洞、門閂洞都是以花崗石精緻砌成，門洞上方共有兩座門額，內門額為「西門」，外門額為「奠海門」。其中外門額的「奠海」之名，則意喻中「安定海疆」之意。西門壁體則由咾咕石砌成，每塊石材多座六角形，有如蜂巢般緊密固合，因此具有非常強的固合力，可避免地震時產生的橫向移動。此外，城樓基座瓷磚排列方式為「入」字形，意思是「請進入」。南門前的瓷磚排列方式則為「T」字形，意思是「外人勿進」，原先於城門上則設有歇山重脊式城樓，至今主要結構，則仍存少數六角形基座及部分花崗石結構置於基座處。
此外，內門額「西門」門額使用長方體石材，長92公分，寬49公分，厚14公分，約於1825年（道光5年）刻製。該文物及「門閂」在西門主體拆除後，據說被棄置在北門南邊的慕義巷內，之後被鎮福社廟方交給左營區公所，而後再轉交給高雄市民政局文獻會:172。之後西門門額及門閂原保留於前清打狗英國領事館特展室陳列，民國93年（2004年）5月1日移到高雄市立歷史博物館典藏陳列:172。現兩座展物現已至見城館展覽。
此外在2004年，高雄市立歷史博物館發現海青工商校園內之10座花崗石條疑為鳳山縣舊城西門拱門石材，後根據學者們實地勘查及丈量，並經比對其形狀、尺寸、材質、黏著材料，及鳳山縣舊城相關史料，研判應為鳳山縣舊城西門遺構。

### 西門段城垣殘蹟

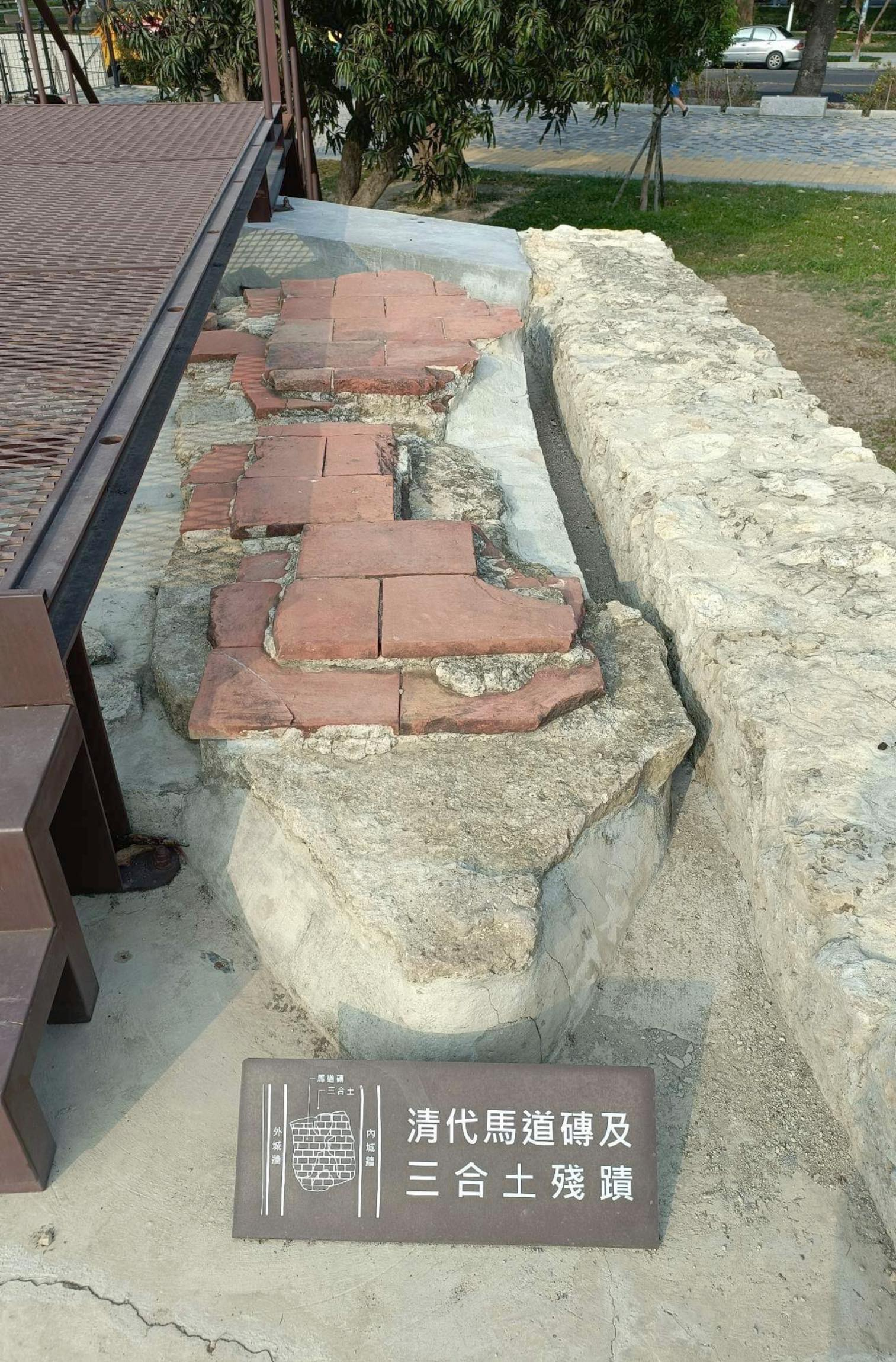
西門段城垣殘蹟馬道基座
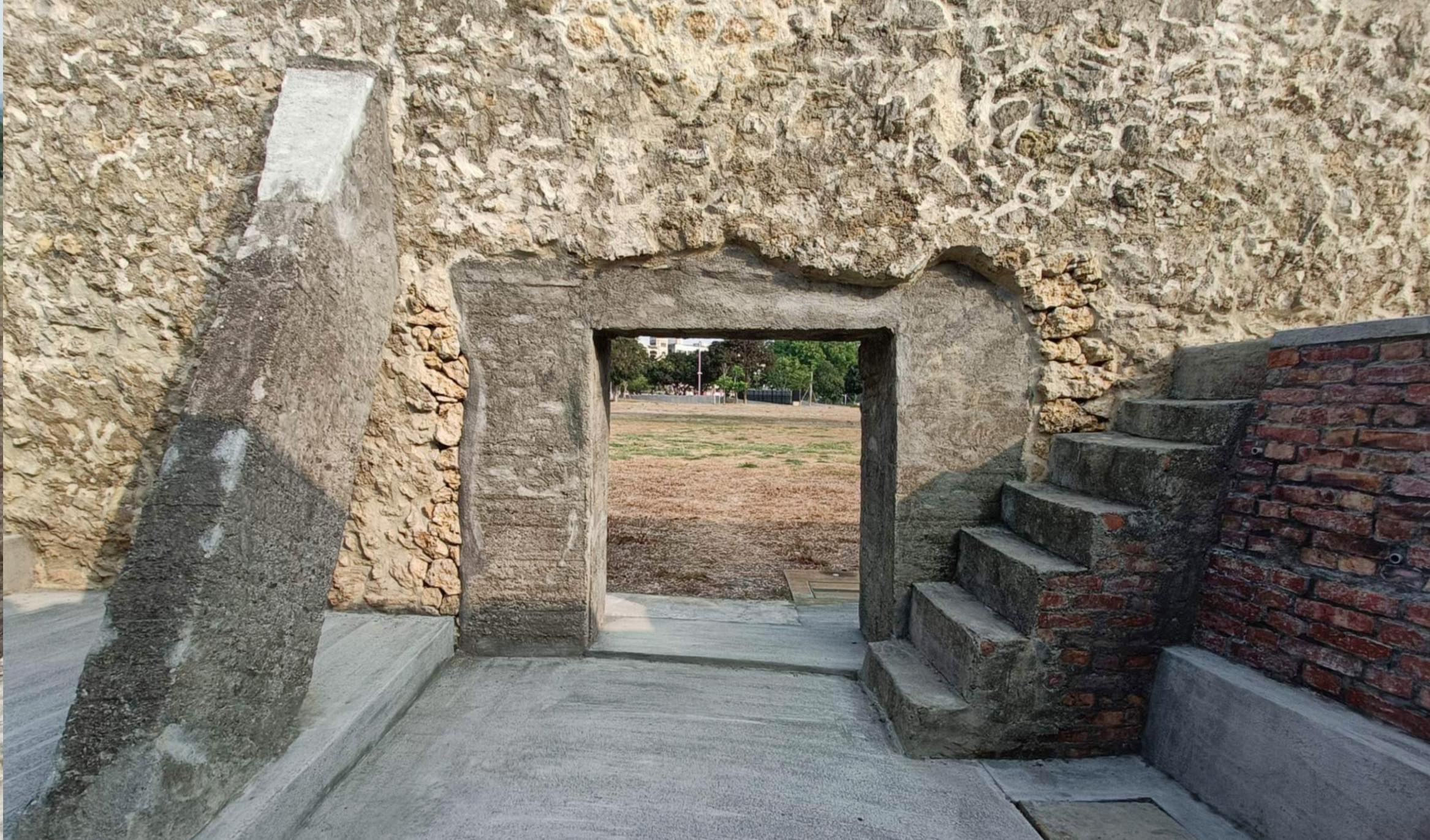
西門段城垣殘蹟於自助新村時期所開闢的入口
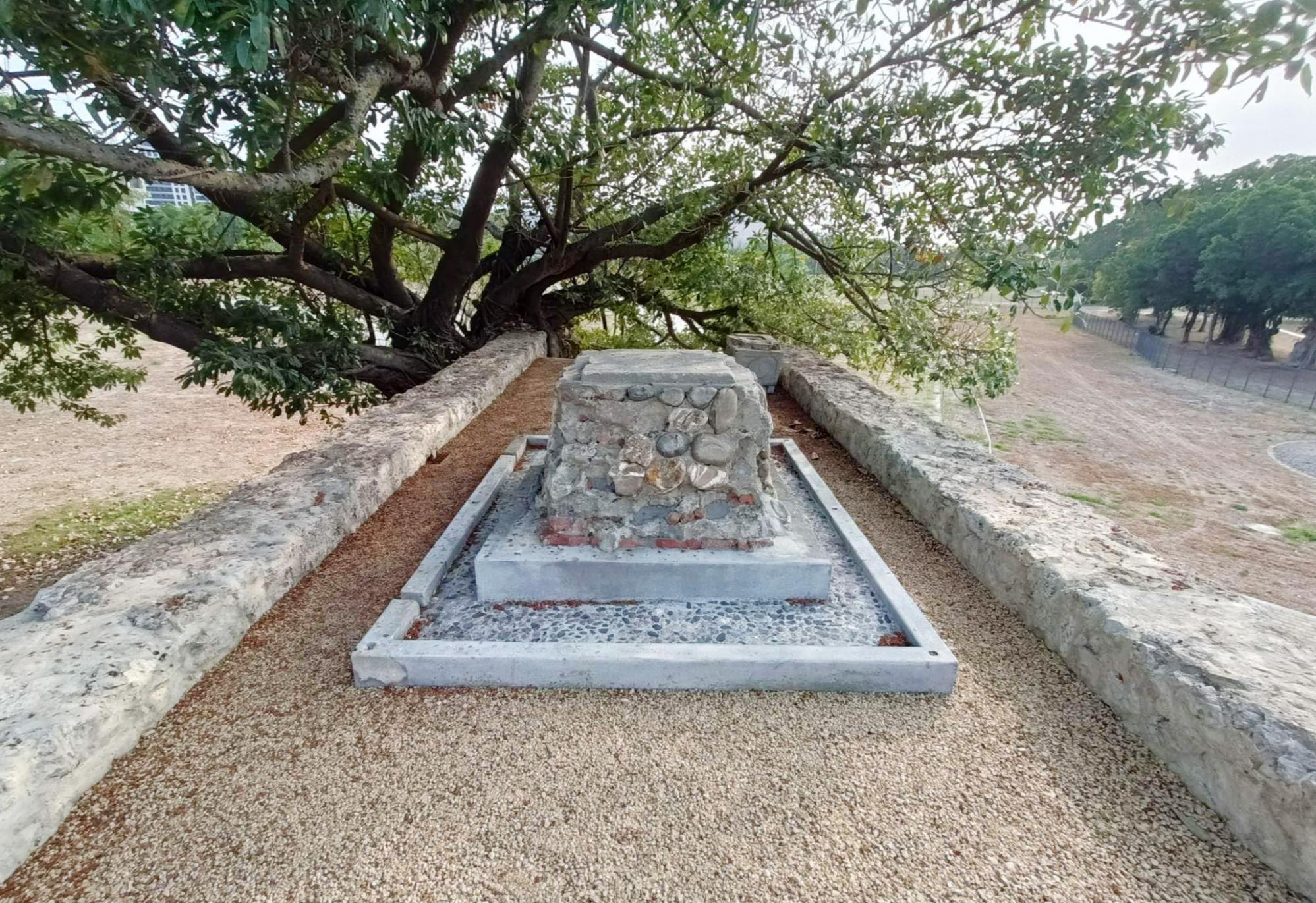
震洋神社
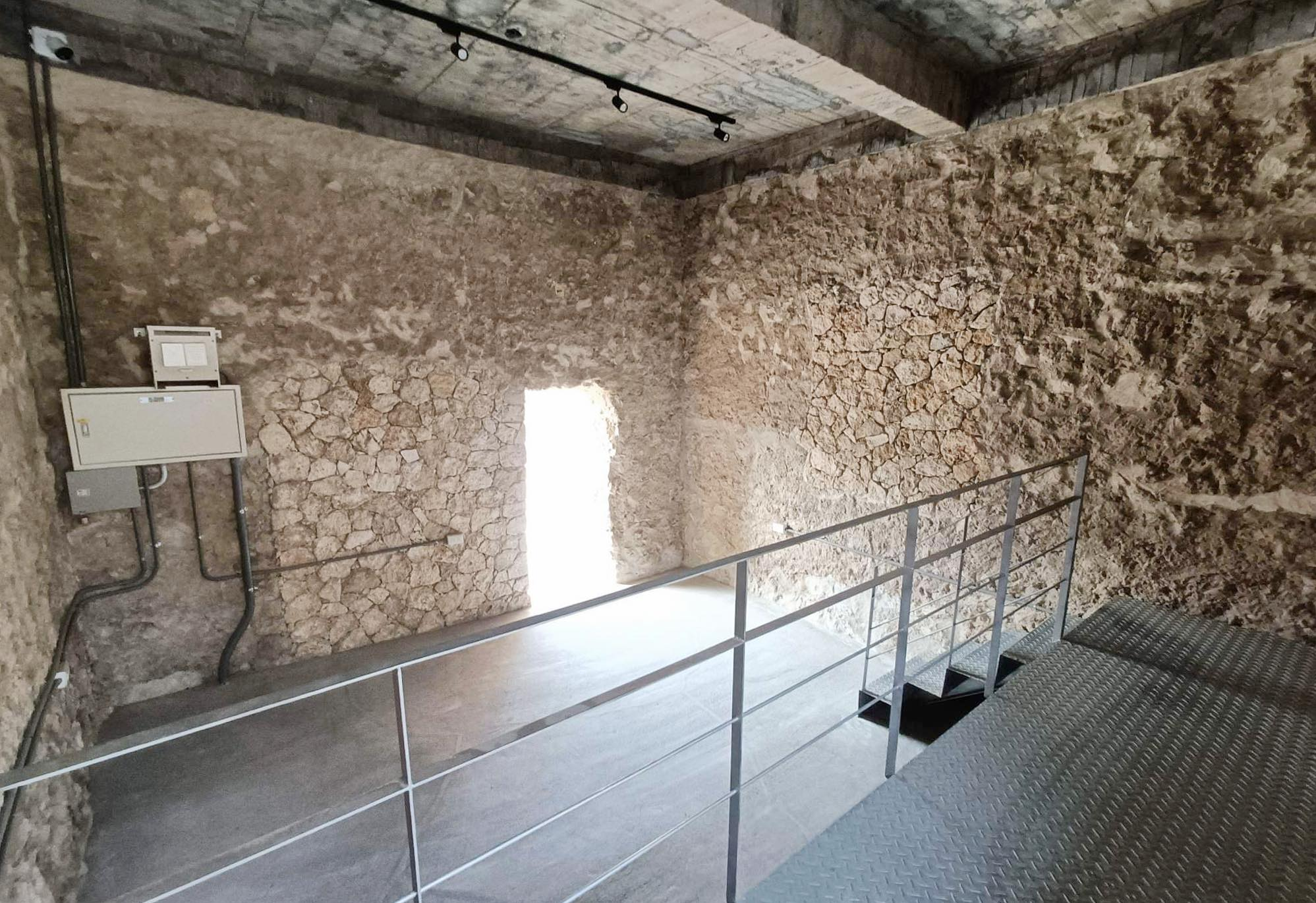
西門砲台內部
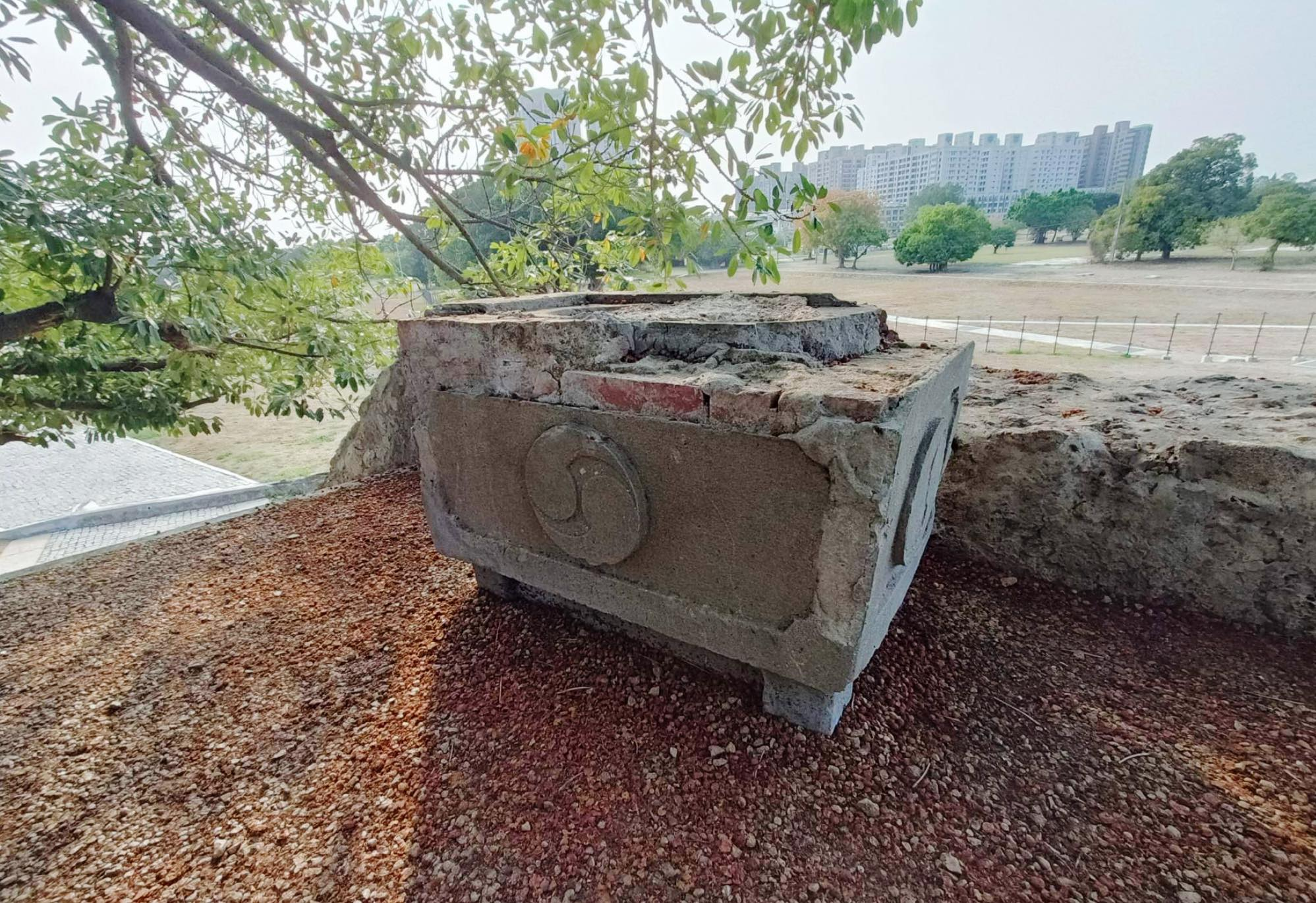
震洋神社的水缽基台

西門段城垣殘蹟又稱鐵工段，現存約137公尺，位於海青工商大門斜對面必勝路旁，原址為西自助新村。在歷經日治晚期震洋隊兵舍工事之改變，該遺跡曾在戰後成為國軍軍眷居住的場域，改名為西自助新村。然而，2011年6月國防部辦理眷改作業預定拆除西自助新時，即文化局委託廠商進場，在選定的遺址進行試掘，並輔以透地雷達探測，成功了解城牆舊址的輪廓和位置。
此外，西門段城垣殘蹟仍存砲台一座，在自助新村未拆除時，曾運用西砲台的內部，闢為眷舍住所。

### 震洋神社
震洋神社座落於西門段城垣殘蹟，於1944年建立，是臺灣唯一一座屬震洋特攻隊營地內的「營內神社」，主要具有祈求武運長久、祭祀殉職者、精神教育及寄託之功能，並建有參道、基壇、水缽基台，以及本殿（神殿）結構。其中本殿基壇是以水泥及鵝卵石砌造，內部則包覆紅磚，頂部上方有水泥砌成的平台，用來放置木製的神殿。本殿基壇下方有一個水泥底座，內外圍底座均較長，且外圍底座是由洗石子材質的水泥石垣組成，石垣上方還有六個枘穴，用以支撐木頭構造物。因而研判原始格局除基壇上方有神殿外，四周還應有類似木頭圍籬。

### 其他
日治時期，由於日本軍隊在西門周邊地區建造了眷舍。然而，戰後這些日遺眷舍大多被改建成為眷村。例如，埤仔頭震洋隊基地北半部改建為西自助新村，而南半部則成為海軍子弟學校的校址，現在則是海青工商學校。另外，「前峯尾宿舍」的北側約相當於現在高雄市立圖書館左營分館和海青工商學校的部分地區。

## 外部連結
- 左營舊城西門城基遺蹟 - 城事散策 （页面存档备份，存于）